# Wallace Smith
Wallace Smith (* 2. April 1924 in Cincinnati, Ohio, USA; † 11. Juli 1973) war ein US-amerikanischer Boxer im Leichtgewicht und Weltmeister. 

## Amateur
Im Jahr 1947 wurde er englischer Meister. Im Jahr darauf gewann er die Intercity Golden Gloves und vertrat sein Land bei den Olympischen Sommerspielen in der englischen Hauptstadt London, erkämpfte allerdings keine Medaille.
Sein Rekord war 52-4.

## Profi
Sein Profidebüt gewann er im Jahre 1948 durch klassischen K. o. in Runde 1. Im darauffolgenden Jahr holte er sich den USA Ohio State Title. 
Am 29. Juni 1955 schlug er über 15 Runden nach Punkten Jimmy Carter durch eine geteilte Punktentscheidung und eroberte dadurch den universellen Weltmeistergürtel. Am 24. August 1956 verlor er diesen Titel an Joe Brown durch eine geteilte Punktentscheidung.